# Aleksandr Belavin
Aleksandr Abramovič Belavin, detto Sasha (in russo Александр Абрамович Белавин?; Nižnij Novgorod, 28 agosto 1942), è un fisico russo, noto per i suoi contributi alla teoria delle stringhe.
È professore presso l'Università Autonoma di Mosca ed è ricercatore presso l'Istituto Landau di Fisica Teorica. Inoltre, è membro del comitato di redazione della rivista Mathematical Mosca.
Nel 2022, firmò con altri scienziati russi una lettera aperta dove viene condannata l'invasione russa dell'Ucraina del 2022.